# جيش التحرير الشعبي الصيني

راية جيش التحرير الشعبي.

جيش التحرير الشعبي (الصينية المبسطة: 中国人民解放军، الصينية التقليدية: 中國人民解放軍) أو إختبارًا (PLA)؛ هو جيش جمهورية الصين الشعبية والتابع لللحزب الشيوعي الصيني وهو أكبر قوات مسلحة في العالم، وتتشكل أفرعه الرئيسية من القوات البرية والقوات البحرية والقوات الجوية وقوات الصواريخ وقوات الدعم الاستراتيجي. أُنشئ جيش التحرير الشعبي في 1 أغسطس عام 1927 كحليف عسكري للحزب الشيوعي الصيني وسمي بالجيش الأحمر حتى شهر يونيو عام 1946.
تتكون شارة جيش التحرير الشعبي من دائرة ذات نجمة حمراء تحمل الحروف الصينية لجملة (واحد ثمانية) في إشارة ليوم 1 أغسطس عام 1927 وهو تاريخ انتفاضة نانتشانغ، وتحاط الدائرة بعيدان القمح وترس العجلات الصناعي.
يؤكد قانون جمهورية الصين الشعبية صراحةً على قيادة الحزب للقوات المسلحة الصينية ويعين اللجنة العسكرية المركزية باعتبارها القيادة العسكرية لجمهورية الصين الشعبية. تعمل اللجنة العسكرية المركزية التابعة للحزب تحت اسم لجنة الدولة العسكرية المركزية للوظائف القانونية والحكومية وتعمل كوزارة الدفاع الوطني الشرفية (إم أو دي) للوظائف الدبلوماسية. جيش التحرير الشعبي ملزم باتباع مبدأ السيطرة المدنية المطلقة للحزب الشيوعي على الجيش بموجب مبدأ «الحزب يقود البندقية» (بالصينية: 党 指挥 枪؛ بينيين: Dǎng zhǐhuī qiāng) المأخوذ من خطاب ألقاه ماو تسي تونغ خلال اجتماع طارئ لقيادة الحزب العليا في السابع من أغسطس عام 1927 في بداية الحرب الأهلية الصينية. وبهذا السياق، فإن جيش التحرير الشعبي ليس جيشًا وطنيًا على غرار الدول القومية الغربية التقليدية، إنما جيش سياسي أو الفرع المسلح للحزب الشيوعي الصيني نفسه لأن ولائه للحزب وحده وليس للدولة أو لأي دستور. قائده الأعلى هو رئيس اللجنة العسكرية المركزية (عادةً ما يكون أيضًا السكرتير العام للحزب الشيوعي الصيني). منذ عام 1949، استخدمت الصين تسع استراتيجيات عسكرية مختلفة، أطلق عليها جيش التحرير الشعبي اسم «المبادئ التوجيهية الاستراتيجية». وجاء أهمها في الأعوام 1956 و1980 و1993. في أوقات الطوارئ الوطنية، تعمل الشرطة الشعبية المسلحة (بّي إيه بّي) والميليشيا الصينية كعنصر احتياطي ودعم للقوات البرية لجيش التحرير الشعبي.
من الناحية السياسية، يُمَثَّل جيش التحرير الشعبي في المجلس الوطني لنواب الشعب بـ 294 نائبًا، جميعهم أعضاء في الحزب الشيوعي الصيني.

## المهام
صرح رئيس جمهورية الصين الشعبية السابق هو جينتاو بمهام جيش التحرير الشعبي على النحو التالي:
- تأمين قيادة الحزب الشيوعي الصيني
- حماية سيادة جمهورية الصين الشعبية وسلامتها الإقليمية وأمنها الداخلي وتنميتها الوطنية
- صون مصالح البلاد
- الحفاظ على السلام العالمي وحمايته

## تاريخ

### التاريخ المبكر
أسس الحزب الشيوعي الصيني جناحه العسكري في 1 أغسطس 1927 أثناء انتفاضة نانتشانغ عندما تمردت العناصر الشيوعية من الجيش الوطني الثوري تحت قيادة تشو دي وهي لونغ وياي جيانيانغ وتشوان لاي وعناصر يسارية أخرى من الكومينتانغ بعد مذبحة شنغهاي 1927 على يد شيانج كاي شيك. ثم باتوا يُعرفون باسم الجيش الأحمر للعمال والفلاحين الصينيين، أو ببساطة الجيش الأحمر. بين عامي 1934 و 1935، نجا الجيش الأحمر من عدة حملات قادها ضده تشيانج كاي شيك وانخرط في تنفيذ انسحاب المسيرة الطويلة.
خلال الحرب الصينية اليابانية الثانية بين عامي 1937 و1945، أُدمجت القوات العسكرية الشيوعية اسميًا في الجيش الثوري الوطني لجمهورية الصين لتشكيل وحدتين رئيسيتين تعرفان باسم جيش الطريق الثامن والجيش الرابع الجديد. خلال هذا الوقت، لجأت هاتان المجموعتان العسكريتان لتكتيكات حرب العصابات بشكل أساسي، وتجنبت عمومًا المعارك واسعة النطاق مع اليابانيين مع بعض الاستثناءات بينما عززت في نفس الوقت أراضيها من خلال استيعاب القوات القومية والقوات شبه العسكرية خلف الخطوط اليابانية ضمن صفوفهما.
بعد استسلام اليابانيين في عام 1945، واصل الحزب الشيوعي الصيني استخدام أرقام وحدات الجيش الوطني الثوري حتى اتخاذ القرار في فبراير 1947 بدمج جيش الطريق الثامن والجيش الرابع الجديد، وإعادة تسمية القوة الجديدة المكونة من مليون جندي باسم «جيش التحرير الشعبي». اكتملت إعادة التنظيم في أواخر عام 1948. وانتصروا في نهاية المطاف في الحرب الأهلية الصينية، وأسسوا جمهورية الصين الشعبية في عام 1949. ثم شهد جيش التحرير الشعبي إعادة تنظيم ضخمة مع إنشاء هيكل قيادة القوات الجوية في نوفمبر 1949، متبوعًا بقيادة البحرية في شهر أبريل التالي.
في عام 1950، أُنشئِت الهياكل القيادية للمدفعية والقوات المدرعة وقوات الدفاع الجوي وقوات الأمن العام وميليشيات العمال والجنود. أنشئت لاحقًا قوات دفاع الحرب الكيميائية، وقوات السكك الحديدية، وقوات الاتصالات، والقوات الاستراتيجية، بالإضافة إلى القوات المنفصلة الأخرى (مثل الهندسة والبناء، والخدمات اللوجستية والطبية). جميع ما سبق كان يعتمد على قيادة الحزب الشيوعي الصيني ومجلس الشعب الوطني عبر اللجنة العسكرية المركزية (وحتى عام 1975 مجلس الدفاع الوطني).

### العقود 1950 و1960 و1970
خلال الخمسينيات من القرن الماضي، بدأ جيش التحرير الشعبي بالتحول من جيش فلاحين إلى جيش حديث بدعم من الاتحاد السوفيتي. منذ عام 1949، استخدمت الصين تسع استراتيجيات عسكرية مختلفة، والتي أطلق عليها جيش التحرير الشعبي اسم «المبادئ التوجيهية الاستراتيجية». وجاء أهمها في الأعوام 1956 و1980 و1993. جزء من هذه العملية كان إعادة التنظيم التي خلقت ثلاث عشرة منطقة عسكرية في عام 1955. ضم أيضًا جيش التحرير الشعبي العديد من وحدات الجيش الوطني الثوري والجنرالات الذين انشقوا عن جيش التحرير الشعبي.
كان ما هونغ بين وابنه ما دونجينغ القائدين المسلمين الوحيدين اللذين قادا وحدة إسلامية، الفيلق 81، للخدمة في جيش التحرير الشعبي. هان يووين، جنرال مسلم من قومية سالار، انشق أيضًا ليلتحق بجيش التحرير الشعبي. في نوفمبر 1950، تدخلت بعض وحدات جيش التحرير الشعبي تحت اسم جيش المتطوعين الشعبي في الحرب الكورية عندما اقتربت قوات الأمم المتحدة بقيادة الجنرال دوغلاس ماكارثر من نهر يالو. تحت وطأة هذا الهجوم، طردت القوات الصينية قوات ماكارثر من كوريا الشمالية واستولت على سول، لكنها دُحرت بعد ذلك جنوب بيونغ يانغ شمال خط عرض 38. كانت الحرب أيضًا بمثابة حافز للتحديث السريع للقوات الجوية لجيش التحرير الشعبي. في عام 1962، قاتلت القوات البرية لجيش التحرير الشعبي أيضًا الهند في الحرب الصينية الهندية وحققت أهدافًا محدودة. في سلسلة من الاشتباكات الحدودية عام 1967 مع القوات الهندية، تكبد جيش التحرير الشعبي خسائر فادحة تكتيكية وعددية.
قبل الثورة الثقافية، كان قادة المناطق العسكرية يميلون إلى البقاء في مناصبهم لفترات طويلة من الزمن. عندما لعب جيش التحرير الشعبي دورًا أقوى في السياسة، بدأ يُنظر إلى هذا الأمر على أنه تهديد نسبي لسيطرة الحزب (أو على الأقل، السيطرة المدنية) على الجيش. كان قادة المناطق العسكرية الأطول خدمة هم شو شيو في منطقة نانجينغ العسكرية (1954-1974)، ويانغ ديزي في منطقة جينان العسكرية (1958-1974)، وتشين زيليان في منطقة شنيانغ العسكرية (1959-1973)، وهان شيانشو في منطقة فوتشو العسكرية (1960–74).
كان إنشاء قوة عسكرية محترفة ذات عقيدة ومزودة بأسلحة حديثة هو آخر التحديثات الأربعة التي أعلنها تشو إنلاي بدعم من دينغ شياو بينج. تماشيًا مع تفويض دينغ بعملية الإصلاح، سرّح جيش التحرير الشعبي ملايين الرجال والنساء منذ عام 1978 وأدخل أساليب حديثة في مجالات مثل التجنيد العسكري والقوى العاملة والاستراتيجية والتعليم والتدريب. في عام 1979، قاتل جيش التحرير الشعبي فيتنام في مناوشة حدودية في الحرب الصينية الفيتنامية حيث أعلن كلا الجانبين النصر. ومع ذلك، يتفق المحللون الغربيون على أن فيتنام قد تفوقت بسهولة على جيش التحرير الشعبي.
خلال الانقسام الصيني السوفيتي، أدت العلاقات المتوترة بين الصين والاتحاد السوفيتي إلى اشتباكات دموية على الحدود ودعم متبادل لخصومهم. اتسمت علاقة الصين وأفغانستان بالحياد خلال حكم الملك. عندما استولى الشيوعيون الأفغان الموالون للسوفييت على السلطة في أفغانستان عام 1978، سرعان ما انقلبت العلاقات بين الصين والشيوعيين الأفغان إلى العدائية. دعم الشيوعيون الأفغان المؤيدون للسوفييت أعداء الصين في فيتنام وألقوا باللوم على الصين في دعم المقاتلين الأفغان المناهضين للشيوعية. ردت الصين على الغزو السوفيتي لأفغانستان من خلال دعم المجاهدين الأفغان وتكثيف وجودهم العسكري بالقرب من أفغانستان في سنجان. حصلت الصين على معدات عسكرية من الولايات المتحدة للدفاع عن نفسها من الهجوم السوفيتي.
قامت القوات البرية لجيش التحرير الشعبي بتدريب ودعم المجاهدين الأفغان خلال الحرب السوفيتية الأفغانية، ونقل معسكراتها التدريبية للمجاهدين من باكستان إلى الصين نفسها. قدم الصينيون للمجاهدين صواريخ مضادة للطائرات وقاذفات الصواريخ والمدافع الرشاشة بقيمة مئات الملايين من الدولارات. كان المستشارون العسكريون الصينيون وقوات الجيش حاضرين أيضًا مع المجاهدين أثناء التدريب.

### الحروب الكبرى لجيش التحرير الشعبي
- 1931 إلى 1945: الحرب العالمية الثانية ضد اليابان الامبريالية.
- 1945 إلى 1950: الحرب الأهلية الصينية ضد قوات من حزب الكومينتانغ، إنشاء رقابة في التبت.
- 1950 إلى 1953: الحرب الكورية تحت شعار الرسمي لمتطوعي الشعب الصينى.
- أغسطس 1954 إلى مايو 1958: ازمة في مضيق تايوان كيموي وماتسو.
- أكتوبر 1962 إلى نوفمبر 1962: الحرب الصينية-الهندية.
- 1967: مناوشات على الحدود مع الهند.
- 1969 إلى 1978: النزاع الحدودي الصيني السوفيتي.
- 1974: معركة هوانغ سا.
- 1979: الحرب الفيتنامية الصينية.
- 1986 و1988: مناوشات على الحدود مع فيتنام.

### مناورات تدريبية
تشارك القوات المسلحة الصينية بفروعها المختلفة في العديد من المناورات العسكرية التدريبية لرفع مستوى الإستعداد القتالي وكفاءة القوات ومنها :
- مناورات التعاون في البحر
- مناورات الصداقة (باكستان - الصين)
- مناورات القبضة الحديدية (الصين)
- مناورات الكوبرا الذهبية
- مناورات شاهين
- مناورات ملاك السلام
- مناورات مهمة سلام
- مناورات يدا بيد

## هيكل الجيش
يمثل جيش التحرير الشعبي أكبر قوة عسكرية برية في العالم حيث يصل عدد القوات إلى 1.6 مليون جندي أو حوالي 70% من القوى العاملة لدى جيش التحرير الشعبي (2.3 مليون فرد عام 2005). وتقسم القوات البرية على سبع مناطق عسكرية وهي: شين يانغ، بكين، لانزهو، جينان، نان جينغ، غوان زو وتشينغ دو.
القوات النظامية التابعة للقوات الأرضية تتكون من 18 فرقة مسلحة من الجيش، واستنادا إلى المعهد الدولي للدراسات الإستراتيجية 2006 فإن هذه المجموعات تشمل 9 ناقلات للانقسامات، 3 فرق من المشاة الآلية، 24 فرق منقولة براً من المشاة و 15 فرق من المشاة، اثنان للهجوم برماءياً، إحداها لواء مشاة ميكانيكية، 22 ألوية مشاة منقولة براً، 12 لواء مدرع، 14 كتيبة مدفعية مضادة للطائرات، 19 لواء للجيش والطيران 10) هليكوبتر (الأفواج) اثنان التدريب).
وهناك أيضاً ثلاث شعب جوية تديرها القوات الجوية لجيش التحرير الشعبي، في حين تملك القوات البحرية لواءين بحريين متعددي الاستخدامات.

## شروط الخدمة في جيش التحرير الشعبي
نظرياً، فإن كل مواطني الصين يجب أن يقوموا بأداء الخدمة العسكرية، وفي التدريب فالمشاركة العسكرية مع جيش التحرير الشعبي تعتبر تطوعاً، وعلى كل من بلغ الثامنة عشر من عمره أن يقوم بتسجيل نفسه لدى السلطات الحكومية.